# Seppo Harjanne
Seppo Harjanne (28 februari 1948) is een Fins voormalig rallynavigator.

## Carrière
Seppo Harjanne is het best bekend als navigator van Timo Salonen tussen 1979 en 1988 en Tommi Mäkinen tussen 1990 en 1997. Met Salonen werd hij in het seizoen 1985 wereldkampioen, actief in de Peugeot 205 Turbo 16. Als onderdeel van het Mitsubishi fabrieksteam werd hij samen met Mäkinen in de seizoenen 1996 en 1997 nog eens twee keer achtereenvolgend wereldkampioen. Mäkinen zou met Risto Mannisenmäki in de twee daaropvolgende seizoenen ook naar de wereldtitel grijpen. Na het laatstgenoemde seizoen (1997) beëindigde Harjanne zijn carrière; op dat moment was hij samen met Juha Piironen de meest succesvolle navigator in het Wereldkampioenschap rally in overwinningen en titels. Inmiddels zijn Luís Moya, Nicky Grist, Timo Rautiainen en Daniel Elena hem in overwinningen voorbij gestreefd en Elena tevens in het aantal WK-titels.
Sinds 2000 is Harjanne actief binnen de organisatie van de Rally van Finland, en assisteerde hierin ook bij andere rallyevenementen.